# Wilson Phillips (альбом)
Wilson Phillips — дебютный студийный альбом американского трио Wilson Phillips,  вышедший в 1990 году. Синглы «Hold On», «Release Me» и «You're in Love» достигли первой строчки в чарте Billboard; «Impulsive» попала в первую пятерку. Альбом разошёлся тиражом 5 млн копий в США и более 10 млн копий по всему миру, сделав Wilson Phillips самой продаваемой женской группой того времени.

## Список композиций
1. «Hold On» — 4:27
2. «Release Me» — 4:56
3. «Impulsive» — 4:34
4. «Next to You (Someday I’ll Be)» — 4:57
5. «You're in Love» — 4:51
6. «Over and Over» — 4:40
7. «A Reason to Believe» — 4:04
8. «Ooh You’re Gold» — 4:19
9. «Eyes Like Twins» — 5:03
10. «The Dream Is Still Alive» — 4:05